# Мухельн
Мухельн (нем. Mucheln) — община в Германии, в земле Шлезвиг-Гольштейн. 
Входит в состав района Плён. Подчиняется управлению Зелент/Шлезен.  Население составляет 582 человека (на 31 декабря 2010 года). Занимает площадь 14,28 км².